# Campeonato Carioca 1918
In 1918 werd het dertiende Campeonato Carioca gespeeld voor voetbalclubs uit de Braziliaanse stad Rio de Janeiro, die toen de hoofdstad was. De competitie werd gespeeld van 14 april 1918 tot 6 april 1919. Fluminense werd kampioen. 

## Eindstand
| Plaats | Club             | Wed. | W  | G | V  | Saldo | Ptn. |
| ------ | ---------------- | ---- | -- | - | -- | ----- | ---- |
| 1.     | Fluminense       | 18   | 13 | 3 | 2  | 52:17 | 29   |
| 2.     | Botafogo         | 18   | 12 | 2 | 4  | 55:22 | 26   |
| 3.     | São Cristóvão AC | 18   | 12 | 2 | 4  | 49:26 | 26   |
| 4.     | Flamengo         | 18   | 9  | 3 | 6  | 55:43 | 21   |
| 5.     | America          | 18   | 9  | 2 | 7  | 53:39 | 20   |
| 6.     | Carioca          | 18   | 8  | 0 | 10 | 31:50 | 16   |
| 7.     | Bangu            | 18   | 7  | 1 | 10 | 40:66 | 15   |
| 8.     | Andarahy         | 18   | 4  | 5 | 9  | 35:39 | 13   |
| 8.     | Villa Isabel     | 18   | 5  | 3 | 10 | 35:58 | 13   |
| 10.    | Mangueira        | 18   | 0  | 1 | 17 | 13:58 | 1    |

|  | Kampioen               |
|  | Play-off tweede plaats |
|  | Degradatie play-off    |

### Play-off om de tweede plaats
|              |                              |       |                      |                                         |
| 6 april 1919 | Botafogo                     | 3 – 2 | São Cristóvão        | Estádio da Rua Paysandu, Rio de Janeiro |
| 6 april 1919 | Pettiot Luís Menezes Joppert |       | Moura Renato Vinhaes | Estádio da Rua Paysandu, Rio de Janeiro |

### Degradatie Play-off
|                  |              |       |           |                                           |
| 23 februari 1919 | Mangueira    | 2 – 1 | Americano | Campo do Jardim Zoológico, Rio de Janeiro |
| 23 februari 1919 | Renato Simas |       | Quieroz   | Campo do Jardim Zoológico, Rio de Janeiro |

### Kampioen
| Campeonato Carioca de 1918     |
| Rio de Janeiro                 |
| ------------------------------ |
| FLUMINENSE Kampioen (7° titel) |